# Grande Rivière du Nord (ort)
Grande Rivière du Nord är en ort i Haiti.   Den ligger i departementet Nord, i den norra delen av landet, 120 km norr om huvudstaden Port-au-Prince. Grande Rivière du Nord ligger 67 meter över havet och antalet invånare är 8 836.
Terrängen runt Grande Rivière du Nord är huvudsakligen kuperad. Grande Rivière du Nord ligger nere i en dal. Runt Grande Rivière du Nord är det tätbefolkat, med 286 invånare per kvadratkilometer. Närmaste större samhälle är Saint-Raphaël, 15,7 km söder om Grande Rivière du Nord. Omgivningarna runt Grande Rivière du Nord är en mosaik av jordbruksmark och naturlig växtlighet.